# Prossy Akampurira
Prossy Akampurira Mbabazi (nascida a 8 de dezembro de 1987) é uma política de Uganda que serve como membro do parlamento. Em 2016, foi eleita representante feminina no parlamento pelo distrito de Rubanda, tendo sido reeleita para o segundo mandato nas eleições gerais de 2021 no Uganda.
Ela é membro do partido político Movimento de Resistência Nacional.

## Educação
Ela completou o seu ensino primário em 2000 na escola primária Rubaga Girls. Em 2004, Prossy completou o seu Certificado de Educação no Uganda (UCE) para a educação secundária inferior na escola secundária de St Mary. Ela completou o seu nível secundário avançado conhecido como Uganda Advanced Certification of Education (UACE) em 2007, na escola secundária mista de Hana. Em 2013, ela formou-se na Universidade Makerere como bacharel em Ciências da Educação em Kampala.

## Outras responsabilidades
| Cargo                 | Organização             | Período de trabalho |
| --------------------- | ----------------------- | ------------------- |
| Membro do Parlamento  | Parlamento de Uganda    | 2016–presente       |
| Directora de negócios | FREAM Investments Ltd   | 2012–2016           |
| Professora            | Kajjansi Progressive SS | 2010–2012           |